# Hiea
Hiea (en griego, Ὑαία) fue una antigua ciudad griega de los locrios ozolios. El topónimo es mencionado por Esteban de Bizancio.
Sus habitantes son citados en el marco de la guerra del Peloponeso puesto que, según Tucídides, los hieos formaron parte de las ciudades de Lócride Ozolia que se negaron a entregar rehenes al ejército lacedemonio que en el año 426 a. C., estaba bajo el mando de Euríloco, hasta que su ciudad fue tomada por la fuerza.
En concreto la cita de Tucídides dice:

...καὶ Ὑαῖοι οὐκ ἔδοσαν ὁμήρους πρὶν αὐτῶν εἷλον κώμην Πόλιν ὄνομα ἔχουσαν.

...los hieos no entregaron rehenes hasta que tomaron su aldea que tiene por nombre Polis.

Otra interpretación que se ha dado al pasaje de Tucídides es que los hieos eran una tribu que habitaba diversas aldeas y una de ellas se llamaba Polis, o que los hieos vivían dispersos en torno a una ciudad llamada Polis.
Sin embargo, en el periodo helenístico hay datos epigráficos según los cuales los hieos y los polieos parecen haber pertenecido a entidades políticas distintas.
Se desconoce la localización exacta de Hiea, aunque algún autor ha sugerido la identificación de Polis en la actual Glifada.